# Scythris garciapitai
Scythris garciapitai is een vlinder uit de familie dikkopmotten (Scythrididae). De wetenschappelijke naam is voor het eerst geldig gepubliceerd in 2001 door Vives.
De soort komt voor in Europa.